# Chloris (nimfa)
Chloris (gr. Χλωρις Chlōris ‘Zielona’, łac. Chloris, Flora, od flor, floris ‘kwiat’) – w mitologii greckiej jedna z nimf; bogini kwiatów, utożsamiana z rzymską Florą.
Uchodziła za córkę Zeusa (albo Okeanosa) oraz za żonę boga wiatru zachodniego, Zefira, z którym miała syna Karposa (‘owoc’). Czasami uważano ją za jedną z hor – strażniczkę kwiatów (zamiast Anatole) i boginię wiosny.
Imieniem nimfy została nazwana jedna z planetoid – (410) Chloris.